# Fightingspel
Ett fighting-spel eller slagsmålsspel är en typ av dator- och TV-spel med slagsmålstema. Fighting-spel är relaterat till Beat 'em up-spel ("klå upp dem-spel"), men den enkla skillnaden mellan dess två typer av spel är mängden av fiender man slåss mot, samt om man är instängd i en "skärm" eller om man rör sig längs med en bana mot ett mål.. Oftast används överdrivna versioner av kampsport i fighting-spel. Genren har framför allt populariserats genom spel som Street Fighter II, Mortal Kombat och Tekken.

## Speldesign

Ett simulation av hur fighting-spel normalt ser ut. Här möter två rollfigurer som slåss mot varandra. Mätarna högst upp i bild motsvarar de båda parternas skadepoäng, varav den vänstra indikerar att den tillhörande rollfiguren endast har 75 procent kvar.

I dessa spel spelar man "man mot man", då oftast en spelare mot en annan spelare som väljer varsin eller varsina karaktärer, som sedan möter varandra i ett på förhand bestämt antal ronder där den som vunnit flest ronder först vinner. Ronderna vinns genom att slå sin motståndare med diverse slag, spark eller kast som man utför med enkla knapptryck på sin kontroll, tills det att motståndaren har fått slut på skadepoäng, vilket visas oftast genom en typ av mätare. I vissa fighting-spel som Virtua Fighter och Soulcalibur kan man också vinna genom att se till att sin motståndare hamnar utanför den angivna området. 
Förutom de olika attacker och rörelser som kan utföras kan man även blockera flera av motståndarens attacker, och i vissa spel som Street Fighter III kan man även parera attacker, vilket leder till att motståndaren blir under en kort tid handlingsförlamad. Man kan även använda sig av speciella kast för att kunna kringgå en blockerande person. Att kunna förutspå motståndarens attacker och blockeringar har blivit en vanlig del av spelet. Flera fighting-spel tar också skillnad på vilken höjd attacken kommer ifrån, vilket sträcker sig från låga till hoppande sparkar. Därför har strategi kommit att bli viktigt där spelare försöker förutspå vilken attack deras motståndare kommer att använda härnäst.

### Specialattacker
En stor del av fighting-spel är så kallade specialattacker, som är en specifik attackrörelse som man utför med snabba, precisa knapptryck och rörelser med joysticken. Man kan även utföra en kombo av slag och sparkar, vilket har varit en fundamental del av genren sedan Street Fighter II släpptes. Vissa fighting-spel tillåter också en att håna motståndaren med en enkel eller en rad av knapptryckningar som resulterar i att den valda karaktär gör en speciell rörelse, vilket var först introducerat i Art of Fighting. Oftast är rörelsen bara till för att håna, men i vissa spel kan den även ge en förstärkande effekt till den som lyckas gör hån-rörelsen.

### Val av karaktär
I de flesta fighting-spel kan man välja från en mängd av olika karaktärer som har egna unika stridskonster och speciella attacker. Detta har blivit en stor del av fighting-genren sedan Street Fighter II och har lett till att spelare har behövt utveckla strategier för vilka karaktärer man möter. I flera spel där man får välja ett lag av karaktärer att spela som, till exempel i Marvel vs Capcom-serien, kan man också välja en så kallad "assist-attack", där man kallar in en av sina lagkamrater som hoppas in snabbt för att göra den valda attacken. Vissa spel tillåter också skapandet av en egen karaktär, där spelaren får skapa hur de vill att sin karaktär ska se ut, samt vilken stridskonst och speciella attacker den ska ha.